# Relación de dispersión
En física e ingeniería eléctrica, las relaciones de dispersión describen el efecto que tiene la dispersión de un medio sobre las propiedades de una onda que viaja dentro de ese medio. La relación de dispersión relaciona la longitud de onda o el número de onda de una onda con su frecuencia. A partir de esta relación, se pueden obtener expresiones convenientes para la velocidad de fase y la velocidad de grupo, de las que se determina así el índice de refracción del medio. Las relaciones de Kramers-Kronig son más generales que las relaciones de dispersión que dependen de la geometría o del material, y describen la dependencia en frecuencia de la propagación de ondas y de la atenuación.
La dispersión puede deberse tanto a las condiciones de frontera impuestas por la geometría (en una guía de onda o en aguas someras) como a la interacción de las ondas con el medio transmisor. Las partículas elementales, que son consideradas ondas de materia, tienen relaciones de dispersión que no son triviales, aun en ausencia de restricciones geométricas o de otros medios.
Cuando existe dispersión, la velocidad de las ondas ya no está definida de manera única, lo que da lugar a la distinción entre la velocidad de fase y la velocidad de grupo.

## Dispersión
La dispersión ocurre cuando ondas puramente planas de diferentes longitudes de onda tienen diferentes velocidades de propagación. De esta manera, un paquete de ondas de longitudes de onda mixtas tiende a esparcirse en el espacio. La velocidad v de la onda plana es una función de la longitud de onda λ:
{\displaystyle v=v(\lambda ).\,}
La velocidad de la onda, su longitud de onda y su frecuencia f están relacionadas por la identidad
{\displaystyle v(\lambda )=\lambda \ f(\lambda ).\,}
La función f(λ) expresa la relación de dispersión del medio dado. Las relaciones de dispersión se expresan más comúnmente en términos de la frecuencia angular, ω = 2πf, y el número de onda k = 2π /λ. Al reescribir la relación anterior en términos de dichas variables se obtiene
{\displaystyle \omega (k)=v(k)\ k.\,}
donde ahora vemos a f como una función de k. El uso de ω(k) para describir la relación de dispersión se ha vuelto estándar ya que tanto la velocidad de fase ω/k como la velocidad de grupo dω/dk tienen representaciones convenientes a través de esta función.
Las ondas planas que se consideran aquí pueden describirse a través de
{\displaystyle A(x,t)=A_{0}e^{2\pi i{\frac {x-vt}{\lambda }}}=A_{0}e^{i(kx-\omega t)},}
donde 
A es la amplitud de la onda,
A0 = A(0,0),
x es la posición a lo largo de la dirección de propagación de la onda, y
t es el tiempo en el que la onda es descrita.

## Ondas planas en el vacío
Las ondas planas en el vacío son el caso más simple de propagación de ondas. En este caso no hay restricciones geométricas y no hay interacción con un medio transmisor.

### Ondas electromagnéticas
Para una onda electromagnética en el vacío, la frecuencia angular es proporcional al número de onda:
{\displaystyle \omega =ck.\,}
Esta es una relación de dispersión lineal. En este caso, la velocidad de fase y la velocidad de grupo son iguales:
{\displaystyle v={\frac {\omega }{k}}={\frac {d\omega }{dk}}=c,}
donde c, es la velocidad de la luz en el vacío, que es una constante que no depende de la frecuencia.

### Relaciones de dispersión de De Broglie

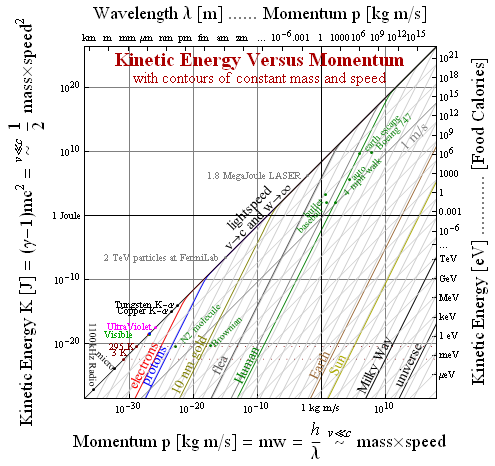
Dispersión en el espacio libre de la energía cinética en función del momento lineal, para diversos objetos cotidianos.

La energía total, E, el momento, p y la masa, m, de una partícula están conectadas a través de la relación relativista
{\displaystyle E^{2}=(mc^{2})^{2}+(pc)^{2}\,}  
en donde el límite ultrarrelativista es
{\displaystyle E=pc\,}
y el límite no relativista es
{\displaystyle E=mc^{2}+{\frac {p^{2}}{2m}}}
donde m es la masa en reposo.  En el límite no relativista, mc² es una constante y p²/2m es la energía cinética expresada en términos del momento p = mv.
La transición desde el comportamiento ultrarrelativista hasta el no relativista muestra un cambio en la pendiente desde p hasta p², como se muestra en la figura.
Las partículas elementales como los núcleos atómicos, átomos e incluso las moléculas se comportan en algunos contextos como ondas de materia. De acuerdo con las relaciones de De Broglie, su energía cinética E puede expresarse como una frecuencia, y su momento p como un número de onda k, usando la constante de Planck reducida, ħ:
{\displaystyle E=\hbar \omega ,\quad p=\hbar k.}
De acuerdo con esto, la frecuencia angular y el número de onda están conectados a través de la relación de dispersión, que en el límite no relativista es
{\displaystyle \omega ={\frac {\hbar k^{2}}{2m}}.}
| Animación: velocidad de fase y de grupo de electrones |
| --- |
| Esta animación muestra las velocidades de fase y de grupo de De Broglie (en baja velocidad) de tres electrones libres que viajan en un campo de 0,4 Å de ancho. El momento por unidad de masa (velocidad propia) del electrón central es la velocidad de la luz, por lo que la velocidad de grupo es 0,707 c. El electrón superior tiene el doble de momento, mientras que el inferior tiene la mitad. Nótese que conforme el momento aumenta, la velocidad de fase decrece hasta c, mientras que la velocidad de grupo aumenta hasta c, hasta que el paquete de ondas y sus máximos en fase se mueven juntos casi a la velocidad de la luz, mientras que la longitud de onda continúa disminuyendo sin límite. El ancho de coherencia transversal, así como el longitudinal (el tamaño del paquete) de electrones con esa energía tan alta puede ser varios órdenes de magnitud mayor que el que se muestra aquí. |

## Frecuencia como función del número de onda
Como se menciona anteriormente, cuando en un medio se hace énfasis en la refracción más que en la absorción, es decir, en la parte real del índice de refracción, es común referirse a la dependencia funcional de la frecuencia angular con el número de onda como relación de dispersión. Para partículas, esto se traduce en un conocimiento de la energía como función del momento.

### Ondas y óptica
El nombre de «relación de dispersión» proviene originalmente de la óptica. Es posible hacer que la velocidad efectiva de la luz dependa de la longitud de onda haciendo pasar la luz a través de un material con índice de refracción variable, o usando luz en un medio no uniforme, como en una guía de ondas. En este caso, la forma de la onda se esparcirá en el tiempo, de tal manera que un pulso delgado se volverá un pulso extendido; es decir, será dispersado. En este tipo de materiales, se conoce a la derivada parcial de ω con respecto a k como velocidad de grupo y corresponde a la velocidad a la cual el pico del pulso se propaga, que es un valor diferente a la velocidad de fase.

### Ondas en agua profunda
La relación de dispersión para ondas sobre el agua se escribe usualmente como
{\displaystyle \omega ={\sqrt {gk}},}
donde g es la aceleración de la gravedad. El agua profunda, para este propósito, se denota como el caso en el que la profundidad del agua es mayor a la mitad de la longitud de onda En este caso la velocidad de fase es
{\displaystyle v_{p}={\frac {\omega }{k}}={\sqrt {\frac {g}{k}}}}
y la velocidad de grupo es
{\displaystyle v_{g}={\frac {d{\omega }}{dk}}={\frac {1}{2}}v_{p}.}

### Ondas en una cuerda
Para una cuerda ideal, la relación de dispersión se puede escribir como
{\displaystyle \omega =k{\sqrt {\frac {T}{\mu }}}}
donde T es la fuerza debida a la tensión en la cuerda y μ es la masa de la cuerda por unidad de longitud. 
Al igual que en el caso de una onda electromagnética en el vacío, una cuerda ideal es un medio no dispersivo. Esto quiere decir que las velocidades de fase y de grupo son iguales e independientes —a primer orden— de la frecuencia de vibración.
Para una cuerda no ideal, en donde se toma en cuenta la rigidez de la misma, la relación de dispersión se escribe como
{\displaystyle \omega ^{2}={\frac {T}{\mu }}k^{2}+\alpha k^{4}}
donde α es una constante que depende de las propiedades físicas de la cuerda.

### Estado sólido
En el estudio de los sólidos, la comprensión de la relación de dispersión de los electrones es de gran importancia. La periodicidad de los cristales conlleva a la posibilidad de que existan muchos niveles de energía para un momento dado, y que algunas energías no están disponibles para ningún valor del momento. La colección de todas las posibles energías y momentos es conocida como estructura de bandas del material. La propiedades de la estructura de bandas definen si el medio es un aislante eléctrico, semiconductor o conductor eléctrico.

### Fonones
Un fonón es a una onda sonora en un sólido lo que un fotón es a la luz; los fonones son los cuantos que transportan las ondas. La relación de dispersión fonónica es también importante y no trivial. La mayoría de los sistemas muestran dos bandas separadas donde existen los fonones. Los fonones en la banda que cruza el origen son conocidos como fonones acústicos, mientras que los demás son fonones ópticos.

### Óptica de electrones
Con electrones de alta energía, (por ejemplo, 200 keV) en un microscopio electrónico de transmisión, la dependencia en la energía de las líneas de la zona de Laue a órdenes altos (HOLZ, por sus siglas en inglés) en patrones de difracción de electrones de haz convergente (CBED) permiten a uno reproducir directamente las secciones eficaces de la superficie de difracción tridimensional de un cristal. Este efecto dinámico tiene aplicaciones en la medición precisa de los parámetros de red, la energía del haz y más recientemente en la industria electrónica: la tensión de red.

## Historia
Isaac Newton estudió la refracción en los prismas. Sin embargo, no fue capaz de reconocer la dependencia de la relación de dispersión en el material. Si lo hubiese hecho, con toda seguridad habría inventado la lente acromática.
La dispersión de las ondas en el agua fue estudiada por Pierre-Simon Laplace en 1776.
La universalidad de las relaciones de Kramers-Kronig (1926-1927) se volvieron aparentes con los artículos posteriores acerca de la conexión de la relación de dispersión con la causalidad en la teoría de dispersión para todas las clases de ondas y partículas.